# Nguyễn Đình Thi
Nguyễn Đình Thi (1924–2003) là một nhà văn, nhà thơ, nhạc sĩ, nhà phê bình văn học, chính trị gia Việt Nam thời hiện đại. Ông là đại biểu Quốc hội các khóa I, II, III (1946-1971), đã từng giữ chức: Tổng thư ký Hội Nhà văn Việt Nam (1963 - 1989); Chủ tịch Liên hiệp các Hội Văn học nghệ thuật Việt Nam (1995 - 2003). Ông được Nhà nước Việt Nam tặng Giải thưởng Hồ Chí Minh về Văn học Nghệ thuật đợt I năm 1996; Huân chương Hồ Chí Minh; Huân chương Độc lập hạng Nhất.

## Tiểu sử
Nguyễn Đình Thi sinh ngày 20 tháng 12 năm 1924 ở Luang Prabang (Lào), nguyên quán là ở làng Vũ Thạch, nay là phố Bà Triệu, phường Tràng Tiền, quận Hoàn Kiếm, Hà Nội.
Sau khi tốt nghiệp Tú tài, Nguyễn Đình Thi học Luật ở Đại học Đông Dương. Năm 1941, ông tham gia phong trào Việt Minh, trong tổ chức Cứu quốc Hà Nội. Năm 1942, ông bắt đầu viết sách báo, hoạt động trong phong trào sinh viên học học sinh yêu nước chống phát xít và trong Hội Văn hóa Cứu quốc. Các năm 1942 và 1944, ông bị mật thám Pháp bắt giam ở Hà Nội và ở Nam Định.
Năm 1945 ông tham dự Quốc dân Đại hội Tân Trào. Sau Cách mạng Tháng Tám, ông làm Tổng thư ký Hội Văn hóa cứu quốc.
Năm 1952, ông gia nhập quân đội làm Chính trị viên, Phó tiểu đoàn tại Trung đoàn 102 (Trung đoàn Thủ đô), Đại đoàn 308.
Sau năm 1954 ông tham gia công tác quản lý văn học nghệ thuật. Ông là hội viên sáng lập Hội Nhà văn Việt Nam năm 1957. Từ năm 1963 đến năm 1989, ông là Tổng Thư ký Hội Nhà văn Việt Nam (chức vụ cao nhất của Hội Nhà văn Việt Nam). Từ năm 1995 đến năm 2003, ông là Chủ tịch Liên hiệp các Hội Văn học nghệ thuật Việt Nam.
Ông là đại biểu Quốc hội các khóa I, II, III(1946-1971); Ủy viên Ban dự thảo Hiến pháp Quốc hội khóa I.
Ông mất ngày 18 tháng 4 năm 2003 tại Hà Nội và an táng tại Nghĩa trang Mai Dịch. 

## Sự nghiệp
Nguyễn Đình Thi là một tên tuổi lớn của nền văn học, nghệ thuật Việt Nam hiện đại nửa sau thế kỷ XX. Ông có những đóng góp to lớn, mang tính kế thừa tinh hoa văn hóa, văn nghệ dân tộc, đồng thời khai phá, đổi mới theo hướng khoa học, hiện đại. Là một trong những nghệ sĩ đa tài, Nguyễn Đình Thi đã để lại một di sản văn hoá phong phú ở nhiều lĩnh vực: thơ ca, tiểu thuyết, lý luận, phê bình văn chương, nghiên cứu triết học, dịch thuật, sân khấu, âm nhạc... Ở lĩnh vực nào ông cũng có những đóng góp đáng trân trọng, với những tác phẩm có giá trị nhiều mặt, sống mãi với thời gian.
Nguyễn Đình Thi dành nhiều tâm huyết nhất cho lĩnh vực thơ. Ông mang đến một phong cách thơ hiện đại, lời thơ tha thiết giàu chất triết lý chiêm nghiệm về sự kỳ diệu của sự sống, của tình yêu. Tác phẩm “Đất nước" (1948 – 1955), là bài thơ nổi bật của ông. Bài thơ này đã được đưa vào chương trình giáo khoa môn Văn hộ lớp 12 từ sau năm 1975 và cũng được nhạc sĩ Đăng Hữu Phúc phổ thành bản giao hưởng - hợp xướng mang cùng tên ''Đất nước''.
Trong văn xuôi, các tác phẩm của ông luôn phản ánh kịp thời hơi thở cuộc sống. Bộ tiểu thuyết “Vỡ bờ” đã đưa Nguyễn Đình Thi lên vị thế tiên phong của dòng tiểu thuyết sử thi hào hùng và lãng mạn của nền văn học Việt Nam giai đoạn 1946-1985.
Trong lĩnh vực âm nhạc, ông chỉ sáng tác 6 ca khúc, nhưng vẫn để lại dấu ấn sáng tạo đậm nét. Các ca khúc của ông đã trở thành một phần ký ức lịch sử dân tộc, khơi dậy niềm tự hào đối với quê hương, đất nước. “Người Hà Nội” và “Diệt phát xít” là hai tác phẩm âm nhạc vào hàng hay nhất của âm nhạc Việt Nam thế kỷ XX.
Nguyễn Đình Thi còn là một nhà hoạt động văn hóa xuất sắc, từng đảm nhiệm các cương vị quan trọng trong lĩnh vực văn học - nghệ thuật. Nhiều bài viết của ông có giá trị định hướng cho nền văn hóa, văn nghệ mới.
Ông được tặng Giải thưởng Hồ Chí Minh về Văn học Nghệ thuật đợt I năm 1996 với 14 tác phẩm: Xung kích (tiểu thuyết); Vào lửa (tiểu thuyết); Mặt trận trên cao (tiểu thuyết) Vỡ bờ (bộ tiểu thuyết 2 tập); Người chiến sĩ (tập thơ); Bài thơ Hắc Hải (tập thơ); Dòng sông trong xanh (tập thơ); Tia nắng (tập thơ); Công việc của người viết tiểu thuyết; Mấy vấn đề văn học (tiểu luận); Hoa và Ngần (kịch); Người đàn bà hóa đá (kịch); Giấc mơ (kịch); Tiếng sóng (kịch).

## Tác phẩm

### Triết luận
- Triết học nhập môn (1942)
- Triết học Kant (1942)
- Triết học Nietzsche (1942)
- Triết học Einstein (1942)
- Triết học Descartes (1942)
- Siêu hình học (1942)

### Truyện, văn xuôi
- Xung kích (1951)
- Thu đông năm nào (1954)
- Bên bờ sông Thao (tập truyện ngắn, 1957)
- Cái Tết của mèo con (truyện thiếu nhi, 1961)
- Vào lửa (1966)
- Mặt trận trên cao (1967)
- Vỡ bờ (tập I năm 1962, tập II năm 1970)
- Trên sóng thời kỳ  (tập bút ký, 1996)
- Tuyết (tập truyện ngắn, 2003)

### Tiểu luận
- Mấy vấn đề văn học (1956)
- Một số vấn đề đấu tranh tư tưởng trong văn nghệ hiện nay (1957)
- Công việc của người viết tiểu thuyết (1964)

### Thơ
- Nhớ (1954)
- Người tử sĩ (1958)
- Bài thơ Hắc Long (1958)
- Dòng sông trong xanh (1974)
- Tia nắng (1985)
- Trong cát bụi (1992)
- Sóng reo (2001)
- Đất nước (1948 - 1955).
- Việt Nam quê hương ta
- Lá đỏ

### Kịch
- Con nai đen (1961)
- Hoa và Ngần (1975)
- Giấc mơ (1983)
- Rừng trúc (1978)
- Nguyễn Trãi ở Đông Quan (1979)
- Người đàn bà hóa đá (1980)
- Tiếng sóng (1980)
- Cái bóng trên tường (1982)
- Trương Chi (1983)
- Hòn Cuội (1983 - 1986)

### Nhạc
- Người Hà Nội (1947)
- Diệt phát xít (1945)

## Vinh danh
Cống hiến của Nguyễn Đình Thi cho nền văn hóa, văn nghệ Việt Nam trên cả hai lĩnh vực sáng tác và lãnh đạo, quản lý, đã được Đảng, Nhà nước ghi nhận bằng các phần thưởng:
- Huân chương Hồ Chí Minh (truy tặng, 2008)[8]
- Huân chương Độc lập hạng Nhất
- Huân chương Kháng chiến chống Pháp hạng Nhất
- Huân chương Kháng chiến chống Mỹ hạng Nhất
- Huy hiệu 50 năm tuổi Đảng.

### Giải thưởng văn học
- Giải nhì truyện và ký sự Giải thưởng Văn nghệ 1951 – 1952 của Hội Văn nghệ Việt Nam (tiểu thuyết Xung kích).[9]

### Tên đường phố
- Tên của ông được đặt tên cho 1 con phố ở Hà Nội. Năm 2012 đến nay, 1 con đường ở phường Nam Lý, thành phố Đồng Hới, tỉnh Quảng Bình cũng được mang tên ông.

## Đời tư
Cha ông là một viên chức Sở bưu điện Đông Dương, từng sang làm việc ở Lào.
Nguyễn Đình Thi trải qua 3 lần kết hôn. Khi người vợ đầu của nhà văn Nguyễn Đình Thi qua đời, ông đã đi bước nữa với bà Phạm Thị Trường, nhưng không thật sự hạnh phúc. Khi chồng Tuệ Minh là đạo diễn Huy Vân qua đời, Nguyễn Đình Thi đã ly hôn người vợ thứ hai và kết hôn với Tuệ Minh. Hai người đã chung sống với nhau hạnh phúc suốt 20 năm đến khi Nguyễn Đình Thi qua đời. Tuệ Minh qua đời vào năm 2018.
Ông chỉ có ba người con với người vợ đầu tiên, trong đó có con trai là nhà văn nổi tiếng Nguyễn Đình Chính.

Cuối đời, Nguyễn Đình Thi thú nhận rằng, mối tình lớn nhất của ông lại là mối tình với một nhà thơ cộng sản Pháp, Madeleine Riffaud. Hai người gặp nhau năm 1952 ở Ba Lan, trong Đại hội Sinh viên – Thanh niên thế giới. Bà đã từng sang Việt Nam và đi vào chiến trường, sống cùng bộ đội để viết cuốn Ba tháng trong căn cứ rừng rậm về đời sống của quân giải phóng.